# تیمچه حاج محمدقلی
تیمچه حاج محمدقلی مربوط به دوره قاجار است و در تبریز، خیابان دارایی، دالان حاج شیخها واقع شده و این اثر در تاریخ ۱۴ مرداد ۱۳۸۲ با شمارهٔ ثبت ۹۴۰۹ به‌عنوان یکی از آثار ملی ایران به ثبت رسیده است.